# 128 Nemesis
128 Nemesis este un asteroid din centura principală, descoperit pe 25 noiembrie 1872, de James Watson.